# 21861 Maryhedberg
21861 Maryhedberg este un asteroid din centura principală de asteroizi.

## Descriere
21861 Maryhedberg este un asteroid din centura principală de asteroizi. A fost descoperit pe 12 octombrie 1999 la Socorro, New Mexico, în cadrul proiectului LINEAR. Asteroidul prezintă o orbită caracterizată de o semiaxă mare de 2,96 ua, o excentricitate de 0,05 și o înclinație de 9,5° în raport cu ecliptica.